# Cornoncillo
Cornoncillo es una localidad y también una pedanía españolas de la provincia de Palencia (comunidad autónoma de Castilla y León). Pertenece al municipio de Congosto de Valdavia.

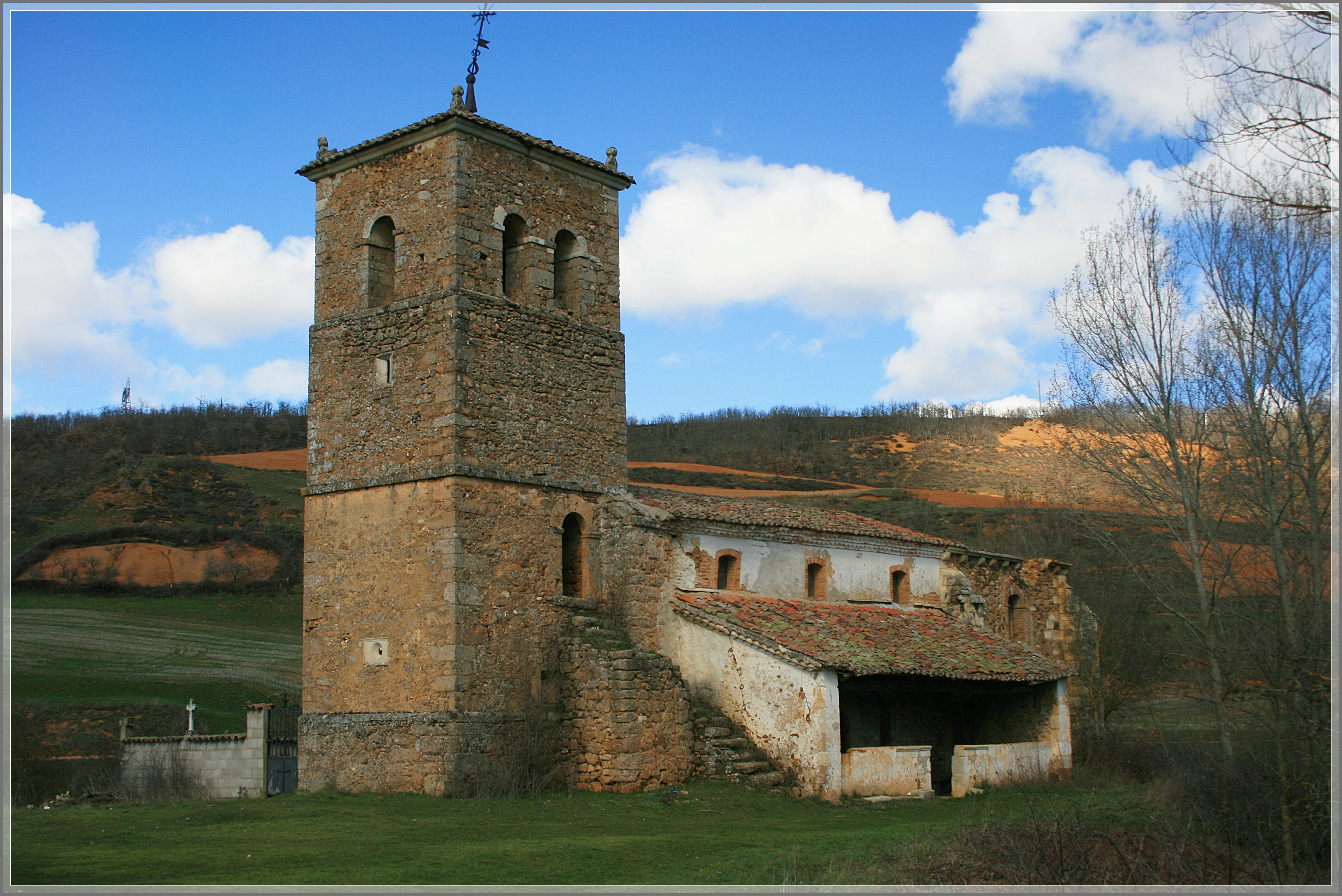
Iglesia de la Visitación de Nuestra Señora en Cornoncillo.

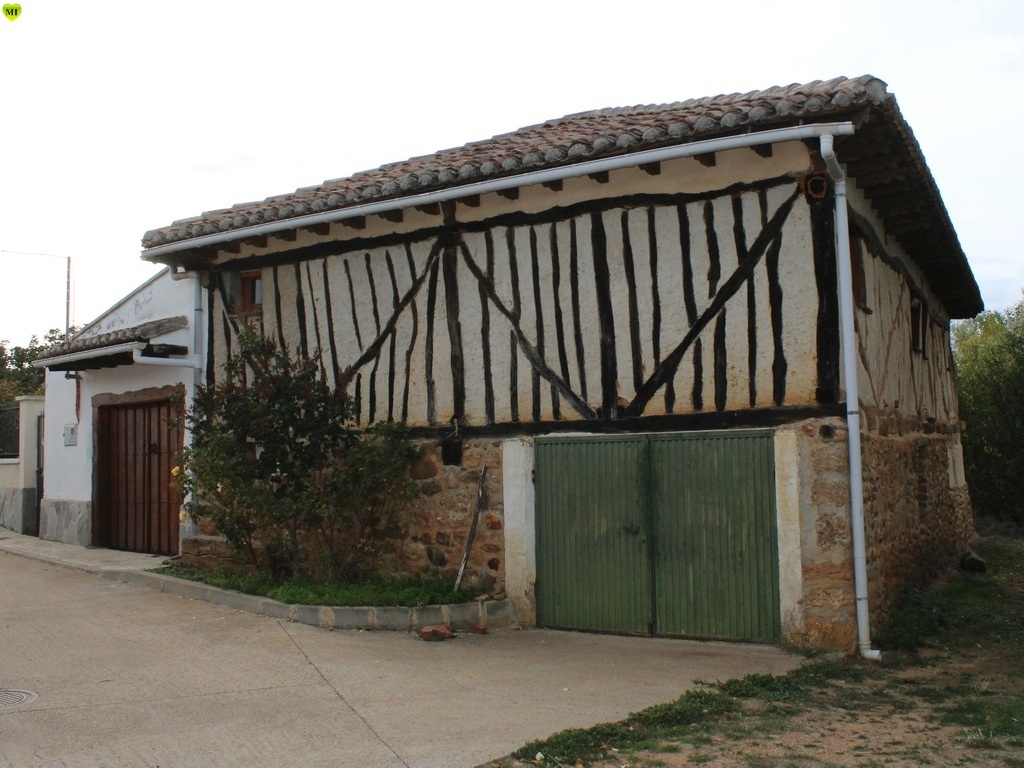
Casa con vigas vistas

## Geografía
En la comarca de la Vega-Valdavia, subcomarca de Valdavia . Situada en la margen derecha del río Valdavia, a unos 3000 metros de este curso fluvial, sobre la ladera oeste del valle del arroyo del mismo nombre.

## Demografía
Evolución de la población en el siglo XXI
| Gráfica de evolución demográfica de Cornoncillo entre 2000 y 2020  |
|                                                                    |
| Población de derecho (2000-2020) según el padrón municipal del INE |

## Historia
A la caída del Antiguo Régimen la localidad se constituye en municipio constitucional que en el censo de 1842 contaba con 221 hogares y 114 vecinos, para posteriormente integrarse en Villanueva de Abajo .